# Christopher Alesund
Christopher „GeT_RiGhT“ Alesund (* 29. Mai 1990 in Stockholm, Schweden) ist ein ehemaliger schwedischer E-Sportler, der durch seine Leistungen in der professionellen Counter-Strike-Szene bekannt wurde. Er spielte bis Sommer 2019 beim schwedischen E-Sport-Clan Ninjas in Pyjamas. Alesund ist zweifacher Preisträger des eSports Award.

## Werdegang
Alesund wurde nach ersten lokalen Erfolgen am 14. August 2007 bei den Ninjas in Pyjamas aufgenommen. Das Team zerbrach jedoch nach kurzer Zeit wieder. Von September 2007 bis März 2008 war GeT_RiGhT Ersatzspieler bei SK Gaming. Er kam in dieser Zeit auf den Extreme Masters Season II Finals zum Einsatz. Das Team wurde Vierter. Am 19. Januar 2009 wurde Alesund Teil des Lineups von fnatic rund um Patrik „f0rest“ Lindberg und Patrick „cArn“ Sättermon. Der Schwede feierte im Verlaufe des Jahres 2009 den Gewinn der Global Finals der Extreme Masters III in Hannover, des Electronic Sports World Cup in Cheonan, der KODE5 in Moskau und der World e-Sports Masters in Hangzhou und war somit Teil des erfolgreichsten Teams in Counter-Strike 1.6 im Jahr 2009. Für seine Leistungen gewann GeT_RiGhT im Jahr 2009 zwei eSports Awards in den Kategorien Best Counter-Strike Player und eSports Player of the Year 2009. Im Jahr 2010 siegte Alesund mit fnatic unter anderem auf der IEM V - Shanghai. Mit der Nationalmannschaft Schwedens gewann GeT_RiGhT die 2010 ASUS European Nations Champions. Im Dezember 2010 wechselte der Schwede zusammen mit Patrik „f0rest“ Lindberg zu SK Gaming. Mit diesem Team gewann er den Electronic Sports World Cup 2011 und Veranstaltungen von DreamHack und Intel Extreme Masters.
Am 10. August 2012 wurde Alesund als Teil des neuen Teams der für das neue Spiel Counter-Strike: Global Offensive wieder ins Leben gerufenen Ninjas in Pyjamas vorgestellt. Das neue Team zeigte sich im neuen Spiel schnell dominant. Noch im Jahr 2012 trug GeT_RiGhT mit der besten K/D-Rate seines Teams im jeweiligen Wettbewerb zu Siegen auf dem Electronic Sports World Cup und auf dem DreamHack Winter bei. Das Team konnte bis März 2013 insgesamt 87 Maps hintereinander auf LAN-Events gewinnen und stellte damit einen neuen Rekord auf. Besondere Leistung zeigte GeT_RiGhT auf den Veranstaltungen der E-Sports Entertainment Association, von denen NiP gleich zwei im Jahr 2013 gewann. Alesunds Team konnte im Jahr 2013 über zwanzig Turniere gewinnen, der Sieg auf dem ersten Major DreamHack Winter 2013 gelang NiP allerdings nicht. Von HLTV.org wurde GeT_RiGhT zum besten Spieler des Jahres 2013 gewählt. Obwohl der Schwede diese Ehrung auch 2014 erhielt, ging dem Team die Dominanz der ersten Tage abhanden. Jedoch konnten sich die Ninjas in Pyjamas gerade auf den Majors weiterhin behaupten. Höhepunkt war hierbei der Gewinn der ESL One Cologne 2014. Erst bei der ESL One Cologne 2015 verpasste Alesund mit seinem Team erstmals das Finale. Am 17. April 2016 konnte sich das Team um Christopher Alesund den 1. Platz der Dreamhack Masters Malmö 2016 sichern.

## Erfolge (Auszug)
Die folgende Tabelle listet die größten Turniererfolge von Christopher „GeT_RiGhT“ Alesund auf. Das angegebene Preisgeld bezieht sich auf einen Fünftel des Gesamtpreisgeldes des Teams, da Counter-Strike professionell stets in Fünfer-Teams gespielt wird.:
| Jahr                             | Platz              | Turnier                                     | Team               | Persönliches Preisgeld |
| Counter-Strike 1.6               | Counter-Strike 1.6 | Counter-Strike 1.6                          | Counter-Strike 1.6 | Counter-Strike 1.6     |
| -------------------------------- | ------------------ | ------------------------------------------- | ------------------ | ---------------------- |
| 2008                             | 4.                 | Extreme Masters Season II - Global Finals   | SK Gaming          | 02.000 $               |
| 2009                             | 1.                 | Extreme Masters Season III - Global Finals  | fnatic             | 010.000 $              |
| 2009                             | 1.                 | ESWC 2009                                   | fnatic             | 04.000 $               |
| 2009                             | 1.                 | KODE5 2009                                  | fnatic             | 05.000 $               |
| 2009                             | 1.                 | WEG e-Stars 2009: King of the Game          | fnatic             | 3.000.000 ₩            |
| 2009                             | 1.                 | IEM IV - Dubai                              | fnatic             | 02.000 $               |
| 2009                             | 2.                 | WCG 2009                                    | fnatic             | 03.600 $               |
| 2009                             | 1.                 | WEM 2009                                    | fnatic             | 04.500 $               |
| 2010                             | 2.                 | IEM IV - European Championship Finals       | fnatic             | 02.000 $               |
| 2010                             | 2.                 | IEM IV - World Championship                 | fnatic             | 04.000 $               |
| 2010                             | 1.                 | Arbalet Cup Europe 2010                     | fnatic             | 03.000 $               |
| 2010                             | 1.                 | GameGune 2010                               | fnatic             | 02.400 €               |
| 2010                             | 1.                 | IEM V - Shanghai                            | fnatic             | 02.800 $               |
| 2010                             | 1.                 | Komplett Gamer Challenge #2                 | fnatic             | 020.000 DKK            |
| 2011                             | 1.                 | GameGune 2011                               | SK Gaming          | 02.400 €               |
| 2011                             | 2.                 | WEG e-Stars 2011                            | SK Gaming          | 2.400.000 ₩            |
| 2011                             | 1.                 | IEM VI - New York                           | SK Gaming          | 03.200 $               |
| 2011                             | 1.                 | ESWC 2011                                   | SK Gaming          | 02.400 $               |
| 2012                             | 1.                 | 3rd Generation Intel Core Challenge         | SK Gaming          | 02.000 $               |
| Counter Strike: Global Offensive |                    |                                             |                    |                        |
| 2012                             | 1.                 | ESWC 2012                                   | Ninjas in Pyjamas  | 02.000 $               |
| 2012                             | 1.                 | DreamHack Winter 2012                       | Ninjas in Pyjamas  | 030.000 SEK            |
| 2012                             | 1.                 | AMD Sapphire CS:GO Invitational             | Ninjas in Pyjamas  | 02.000 $               |
| 2012                             | 1.                 | THOR Open 2012                              | Ninjas in Pyjamas  | 020.000 SEK            |
| 2013                             | 1.                 | Copenhagen Games 2013                       | Ninjas in Pyjamas  | 03.300 €               |
| 2013                             | 1.                 | RaidCall EMS One Spring Season              | Ninjas in Pyjamas  | 02.400 $               |
| 2013                             | 1.                 | ESEA CS:GO Season 13 Global Invite Division | Ninjas in Pyjamas  | 03.500 $               |
| 2013                             | 1.                 | DreamHack Summer 2013                       | Ninjas in Pyjamas  | 014.000 SEK            |
| 2013                             | 1.                 | E-Sport SM 2012–2013 Championship Finals    | Ninjas in Pyjamas  | 020.000 SEK            |
| 2013                             | 1.                 | ESEA CS:GO Season 14 Global Invite Division | Ninjas in Pyjamas  | 04.000 $               |
| 2013                             | 2.                 | DreamHack Winter 2013                       | Ninjas in Pyjamas  | 010.000 $              |
| 2013                             | 1.                 | Fragbite Masters 2013                       | Ninjas in Pyjamas  | 014.000 SEK            |
| 2013                             | 1.                 | Svenska E-sportcupen 2013 Grand Finals      | Ninjas in Pyjamas  | 030.000 SEK            |
| 2014                             | 2.                 | EMS One Katowice 2014                       | Ninjas in Pyjamas  | 010.000 $              |
| 2014                             | 1.                 | Copenhagen Games 2014                       | Ninjas in Pyjamas  | 02.800 €               |
| 2014                             | 1.                 | DreamHack Summer 2014                       | Ninjas in Pyjamas  | 02.000 $               |
| 2014                             | 1.                 | IronGaming Finals 2014                      | Ninjas in Pyjamas  | 02.000 $               |
| 2014                             | 1.                 | ESL One Cologne 2014                        | Ninjas in Pyjamas  | 020.000 $              |
| 2014                             | 2.                 | DreamHack Winter 2014                       | Ninjas in Pyjamas  | 010.000 $              |
| 2015                             | 2.                 | MLG X Games Aspen CS:GO 2015                | Ninjas in Pyjamas  | 02.500 $               |
| 2015                             | 1.                 | ASUS ROG CS:GO Winter 2015                  | Ninjas in Pyjamas  | 02.400 $               |
| 2015                             | 2.                 | ESL One Katowice 2015                       | Ninjas in Pyjamas  | 010.000 $              |
| 2015                             | 2.                 | Gfinity 2015 Spring Masters I               | Ninjas in Pyjamas  | 03.000 $               |
| 2015                             | 3.                 | CCS Finals Season 1                         | Ninjas in Pyjamas  | 02.000 $               |
| 2015                             | 1.                 | ESPORTSM 2015                               | Ninjas in Pyjamas  | 020.000 SEK            |
| 2015                             | 2.                 | Gfinity 2015 Summer Masters I               | Ninjas in Pyjamas  | 04.000 $               |
| 2015                             | 5. – 8.            | ESL One Cologne 2015                        | Ninjas in Pyjamas  | 02.000 $               |
| 2015                             | 3. – 4.            | ESL ESEA Pro League Dubai Invitational 2015 | Ninjas in Pyjamas  | 05.000 $               |
| 2015                             | 3. – 4.            | Gfinity Champion of Champions 2015          | Ninjas in Pyjamas  | 02.000 $               |
| 2015                             | 3. – 4.            | DreamHack Cluj-Napoca 2015                  | Ninjas in Pyjamas  | 04.400 $               |
| 2015                             | 2.                 | Fragbite Masters Season 5                   | Ninjas in Pyjamas  | 025.000 SEK            |
| 2016                             | 5. – 8.            | MLG Major Championship: Columbus 2016       | Ninjas in Pyjamas  | 07.000 $               |
| 2016                             | 1.                 | DreamHack Masters Malmö 2016                | Ninjas in Pyjamas  | 020.000 $              |
| 2016                             | 1.                 | ESL Pro League Season 3 EU Division         | Ninjas in Pyjamas  | -                      |
| 2016                             | 3. – 4.            | ESL Pro League Season 3 Finals              | Ninjas in Pyjamas  | 08.800 $               |
| 2016                             | 2.                 | DreamHack Summer 2016                       | Ninjas in Pyjamas  | 04.000 $               |
| 2016                             | 5. – 8.            | Eleague Season 1                            | Ninjas in Pyjamas  | 010.000 $              |
| 2016                             | 1.                 | Star Ladder i-League StarSeries Season 2    | Ninjas in Pyjamas  | 026.000 $              |
| 2016                             | 3. – 4.            | ESL Pro League Season 4 Finals              | Ninjas in Pyjamas  | 09.000 $               |
| 2016                             | 1.                 | IEM XI - Oakland                            | Ninjas in Pyjamas  | 025.600 $              |
| 2016                             | 5. – 8.            | Eleague Season 2                            | Ninjas in Pyjamas  | 010.000 $              |
| 2017                             | 1.                 | DreamHack Valencia 2017                     | Ninjas in Pyjamas  | 010.000 $              |
| 2017                             | 3. – 4.            | DreamHack Masters Malmö 2017                | Ninjas in Pyjamas  | 04.400 $               |
| 2017                             | 1.                 | Hellcase Cup #6                             | Ninjas in Pyjamas  | 04.960 $               |
| 2017                             | 1.                 | IEM XII – Oakland                           | Ninjas in Pyjamas  | 025.800 $              |
| 2018                             | 9. – 11.           | Faceit Major: London 2018                   | Ninjas in Pyjamas  | 08.750 $               |

## Auszeichnungen
- 2009: eSports Award in den Kategorien Best Counter-Strike Player und eSports Player of the Year 2009[10]
- 2010: Platz 2 der HLTV.org Bestenliste[11]
- 2011: Platz 2 der HLTV.org Bestenliste[12]
- 2013: Platz 1 der HLTV.org Bestenliste[13]
- 2014: Platz 1 der HLTV.org Bestenliste[14]
- 2015: Platz 11 der HLTV.org Bestenliste[15]
- 2016: Platz 18 der HLTV.org Bestenliste[16]